# آناستازیا اسپیریدونیدو
آناستازیا اسپیریدونیدو (یونانی: Αναστασία Σπυριδωνίδου؛ زادهٔ ۱۱ ژوئن ۱۹۹۷) بازیکن فوتبال اهل یونان است.
وی همچنین در تیم‌های ملی فوتبال Greece women's national football team بازی کرده‌است.